# Mare Nubium

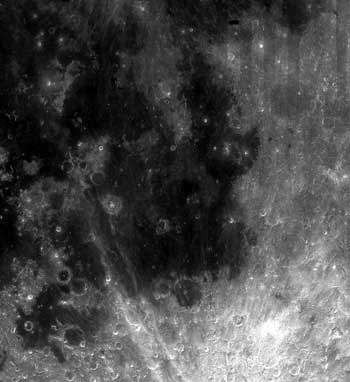
Il mare Nubium dallo spazio.

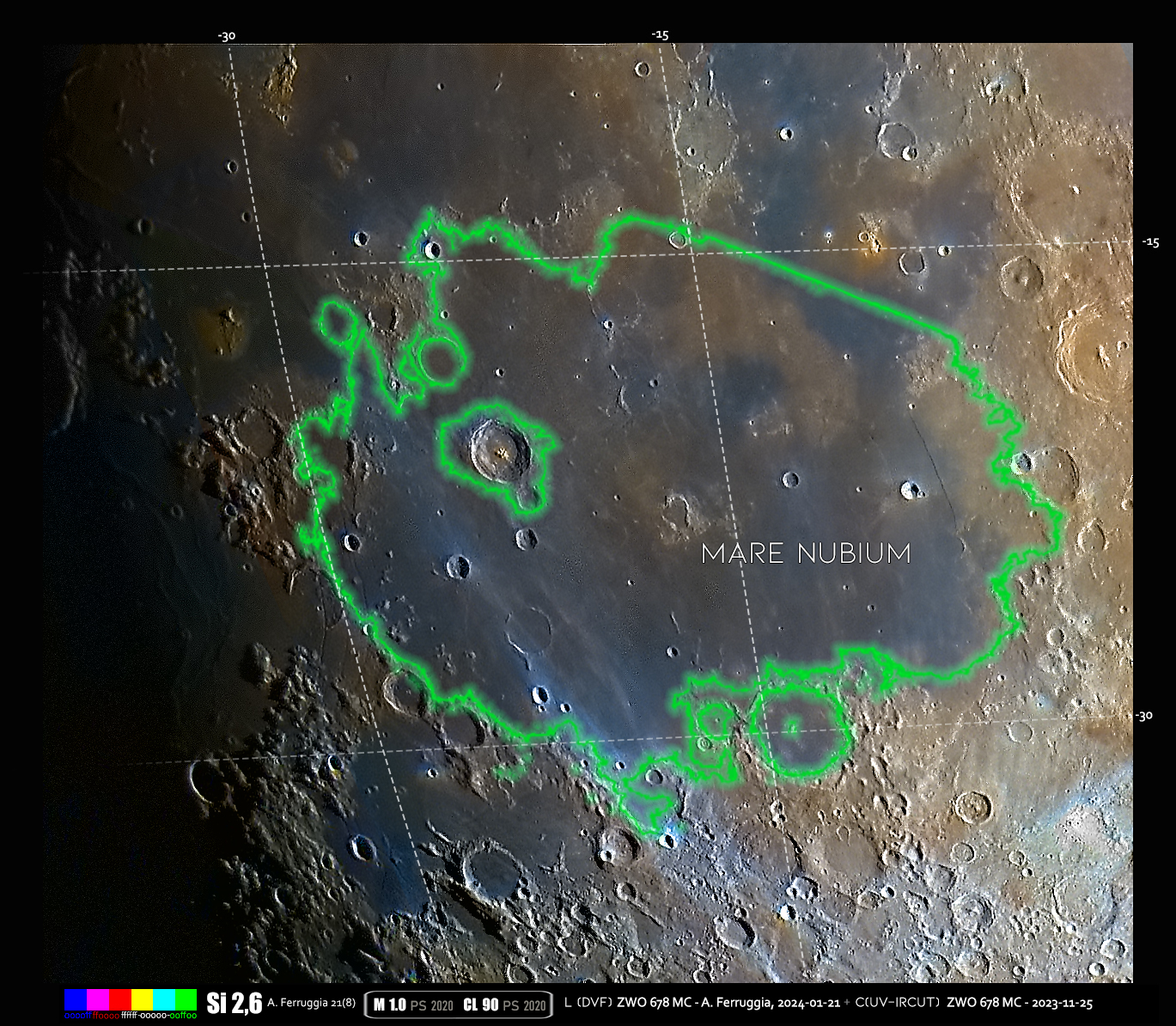
Immagine selenocromatica del Mare

Il mare Nubium, o mare delle Nubi, è un mare lunare situato sull'emisfero del satellite sempre rivolto verso la Terra, appena a sud-est del celebre Oceanus Procellarum (l'oceano delle Tempeste).
Il bacino attuale risale probabilmente al Pre-Nettariano, mentre il materiale che domina le regioni circostanti risale all'Imbriano inferiore. Il materiale di cui si compone il mare risale all'Imbriano superiore.
Ad oriente del mare è situato il cratere Bullialdus, risalente all'Eratosteniano e pertanto più giovane del mare in cui è situato. L'estremità inferiore del mare è intersecata dal cratere Pitatus.